# Nassour Guelengdouksia Ouaidou
Nassour Guelengdouksia Ouaidou, né en 1947 à Gounou Gaya (Tchad), est un homme politique tchadien, Premier ministre du Tchad de 1997 à 1999 et président de l'Assemblée nationale du Tchad de 2002 à 2011. 
Il est Secrétaire général de la Communauté économique des États d'Afrique centrale à partir de 2012 jusqu'en 2013,. Nommé le 17 novembre 2017 par le décret n°2012 du président de la République, Nassour Guelengdouksia Ouaidou prend officiellement les rênes de l’Inspection Générale d’Etat (IGE). Il succède à Senoussi Mahamat Ali